# Šenkovec
 Ovo je glavno značenje pojma Šenkovec. Za naselje u općini Brdovec, Zagrebačka županija pogledajte Šenkovec (Brdovec).
Šenkovec (mađarski Szentilona) je općina u Hrvatskoj. Smještena je u Međimurskoj županiji. Općina Šenkovec osnovana je 1997. godine. Smještena je u središnjem dijelu Međimurske županije, u neposrednoj blizini Čakovca. Nalazi se na jednom od najvažnijih pravaca sjeverozapadne Hrvatske, državnoj cesti D-209 prema granici s Republikom Slovenijom.

## Općinska naselja
U sustav Općine Šenkovec ulaze dva naselja: naselje Knezovec i Šenkovec. Središte lokalne samouprave je u naselju Šenkovec, dok je u naselju Knezovec formirano i ustanovljeno Vijeće Mjesnog odbora.

## Zemljopis
Područje Općine prostire se od Globetke, preko prve dravske stepenice sjeverno od Čakovca, na sjever do briježnog područja zapadno od Balogovske šume.

## Stanovništvo
Prema popisu stanovništva iz 2001. godine Općina ima 2770 stanovnika. Gustoća naseljenosti je 301,73 st/km².
| broj stanovnika | 320   | 416   | 525   | 570   | 628   | 686   | 731   | 874   | 1213  | 1417  | 1637  | 1726  | 2311  | 2537  | 2770  | 2879  | 2708  |
|                 | 1857. | 1869. | 1880. | 1890. | 1900. | 1910. | 1921. | 1931. | 1948. | 1953. | 1961. | 1971. | 1981. | 1991. | 2001. | 2011. | 2021. |

| broj stanovnika | 215   | 284   | 384   | 398   | 436   | 478   | 526   | 642   | 855   | 1031  | 1257  | 1568  | 1899  | 2161  | 2350  | 2466  | 2336  |
|                 | 1857. | 1869. | 1880. | 1890. | 1900. | 1910. | 1921. | 1931. | 1948. | 1953. | 1961. | 1971. | 1981. | 1991. | 2001. | 2011. | 2021. |

## Uprava
Na lokalnim izborima 2013. godine za načelnika je izabran Saša Horvat (HNS), a zamjenik mu je Vladimir Novak (HNS).

## Povijest
U Šenkovcu je stratište Ksajpa, obilježeno spomen-križem. U grobištu su žrtve drugog svjetskog rata i poraća.

## Poznate osobe
- Branko Levačić - međimurski župan (u mandatu od 1997. do 2005.)[5]
- Dragutin Lesar - saborski zastupnik[6]
- mr.sc. Vladimir Kalšan - povjesničar i publicist[7]
- Tomica Jakopec - novinar, dobitnik nagrade Zbora sportskih novinara Hrvatske[8]
- prof. dr. sc. Dejan Vinković - astrofizičar[9]

## Spomenici i znamenitosti
- Kapelica Svete Jelene, kao ostatak bivšeg samostana Pavlina, spomenik je nulte kategorije.
- Zgrada stare škole, zaštićeno kulturno dobro

## Obrazovanje
U Općini Šenkovec djeluje dječji vrtić i Osnovna škola "Petar Zrinski" Šenkovec.
Škola je osnovana 1909. godine i djelovala je pod nazivom "Kraljevska mađarska osnovna škola u Sv. Heleni". Prvi diplomirani učitelj koji je počeo predavati bio je Franjo Šraj koji je službovao na mađarskom jeziku. Krajem 1957. godine ova škola je postala centralna osnovna škola za područje Šenkovec i Mačkovec s 8 razreda. Škola 1970. godine prestaje samostalno djelovati. Ponovno se otvara 1986. godine u novim prostorima u kojima djeluje i danas.

## Šport
- Stolnoteniski klub Šenkovec
- Nogometni klub Šenkovec

## Vanjske poveznice
- Službene stranice Općine Šenkovec
- Osnovna škola "Petar Zrinski" Šenkovec  Arhivirana inačica izvorne stranice od 27. siječnja 2010. (Wayback Machine)